# Johan Schultz (bildhuggare)
Johan Schultz var en tysk-svensk bildhuggargesäll verksam i början av 1700-talet.
Schultz införskrevs från Tyskland av Burchardt Precht och var under en tid anställd som Prechts medhjälpare. Han var därefter verksam som bildhuggare vid kungliga amiralitetet på Skeppsholmen för att slutligen arbeta för frimästaren Gustaf Johan Fast. Vid en rättegång 1726 rörande en tvist var han inkallad som vittne mot Burchardt Precht.